# Araneus trifolium
Araneus trifolium (Hentz, 1847) è un ragno appartenente alla famiglia Araneidae.

## Distribuzione
La specie è stata rinvenuta in diverse località degli USA, del Canada e dell'Alaska.

## Tassonomia
Non sono stati esaminati esemplari di questa specie dal 2003
Attualmente, a dicembre 2013, non sono note sottospecie